# Dorcus kikunoae
Dorcus kikunoae là một loài bọ cánh cứng trong họ Lucanidae. Loài này được Hosoguchi mô tả khoa học năm 2005.